# 魯米尼亞維火山

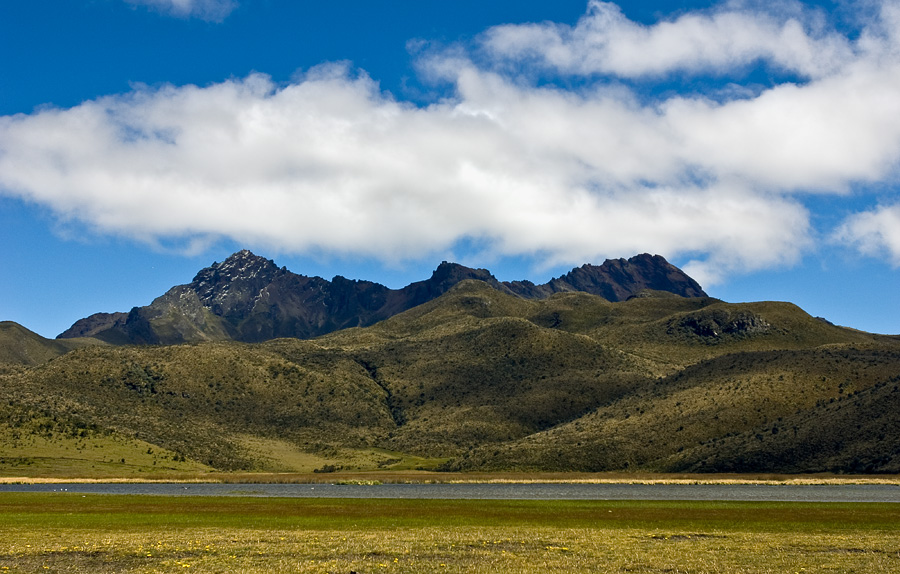

0°38′S 78°32′W / 0.633°S 78.533°W
魯米尼亞維火山（西班牙語：Volcán Rumiñahui），是厄瓜多爾的火山，屬於安第斯山脈的一部分，處於基多以南40公里，屬於安第斯山脈的一部分，海拔高度4,721米。